# Greybull (Wyoming)
Greybull város az USA Wyoming államában,  Big Horn megyében. Lakosainak száma 1651 fő (2020. április 1.).

## Népesség
A település népességének változása:

| 2010 | 1 847 |
| 2020 | 1 651 |